# La Genevraye
Ne doit pas être confondu avec La Genevraie.
La Genevraye est une commune française située dans le département de Seine-et-Marne, en région Île-de-France.
En 2022, elle compte 827 habitants.

## Géographie

### Localisation

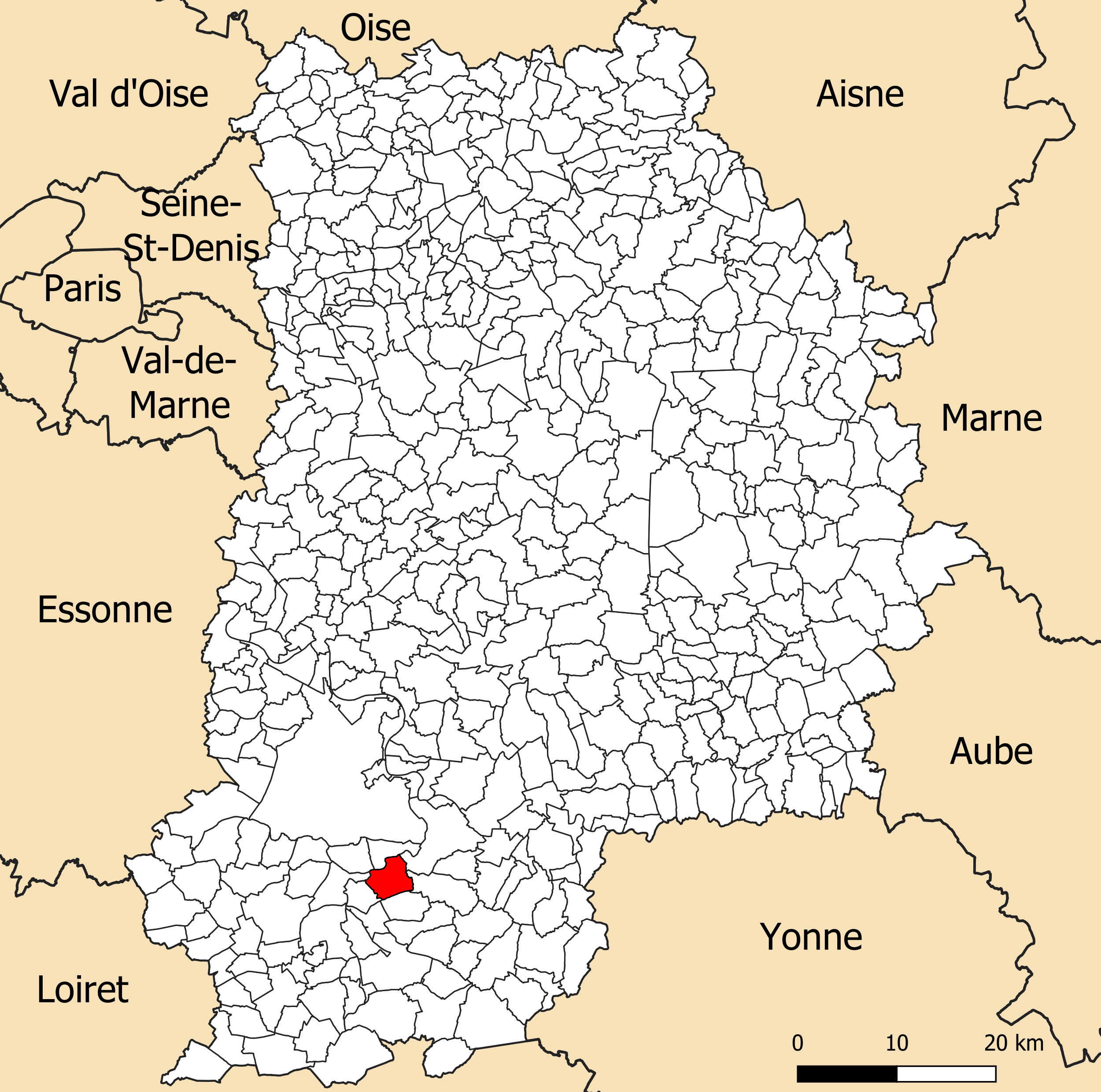
Localisation de Genevraye dans le département de Seine-et-Marne.

La commune de Genevraye se trouve dans le département de Seine-et-Marne, en région Île-de-France. Son territoire s'étend le long de la rive droite de la rivière le Loing et de son canal.
Elle se situe à 31,38 km par la route de Melun, préfecture du département, à 14,88 km de Fontainebleau, sous-préfecture et à 8,72 km de Nemours, bureau centralisateur du canton de Nemours dont dépend la commune depuis 2015. La commune fait en outre partie du bassin de vie de Nemours.

### Communes limitrophes

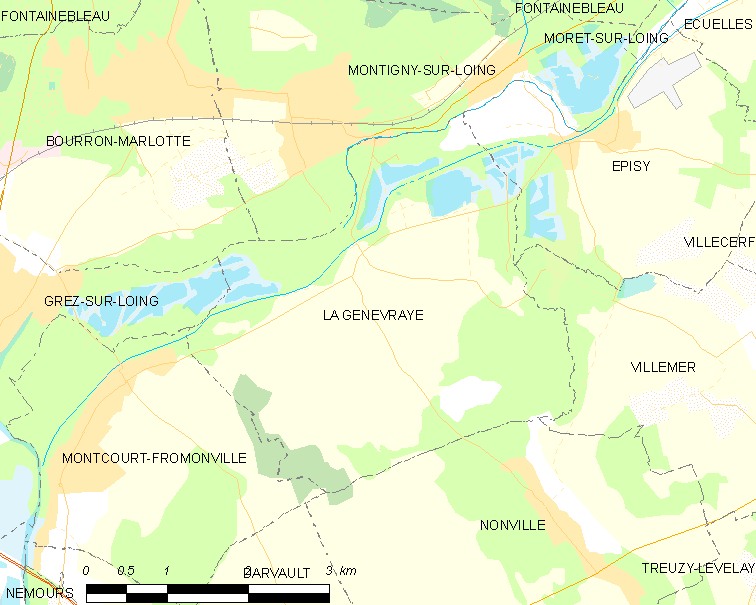
Carte des communes limitrophes de La Genevraye.

Les communes les plus proches sont : 
Montigny-sur-Loing (2,0 km), Épisy (3,3 km), Montcourt-Fromonville (3,6 km), Bourron-Marlotte (3,7 km), Grez-sur-Loing (4,3 km), Nonville (5,4 km), Darvault (5,6 km), Villemer (6,2 km).
| Bourron-Marlotte      | Montigny-sur-Loing | Moret-Loing-et-Orvanne |
| Grez-sur-Loing        | La Genevraye       |                        |
| Montcourt-Fromonville | Nonville           | Villemer               |

### Géologie et relief
Le territoire de la commune se situe dans le sud du Bassin parisien, plus précisément au nord de la région naturelle du Gâtinais.
L'altitude varie de 51 mètres à 79 mètres pour le point le plus haut, le centre du bourg se situant à environ 58 mètres d'altitude (mairie).
Géologiquement intégré au bassin parisien, qui est une région géologique sédimentaire, l'ensemble des terrains affleurants de la commune sont issus de l'ère géologique Cénozoïque (des périodes géologiques s'étageant du Paléogène au Quaternaire), à l'exception d'une très faible couche de craie blanche datant du Crétacé supérieur (Mésozoïque),.

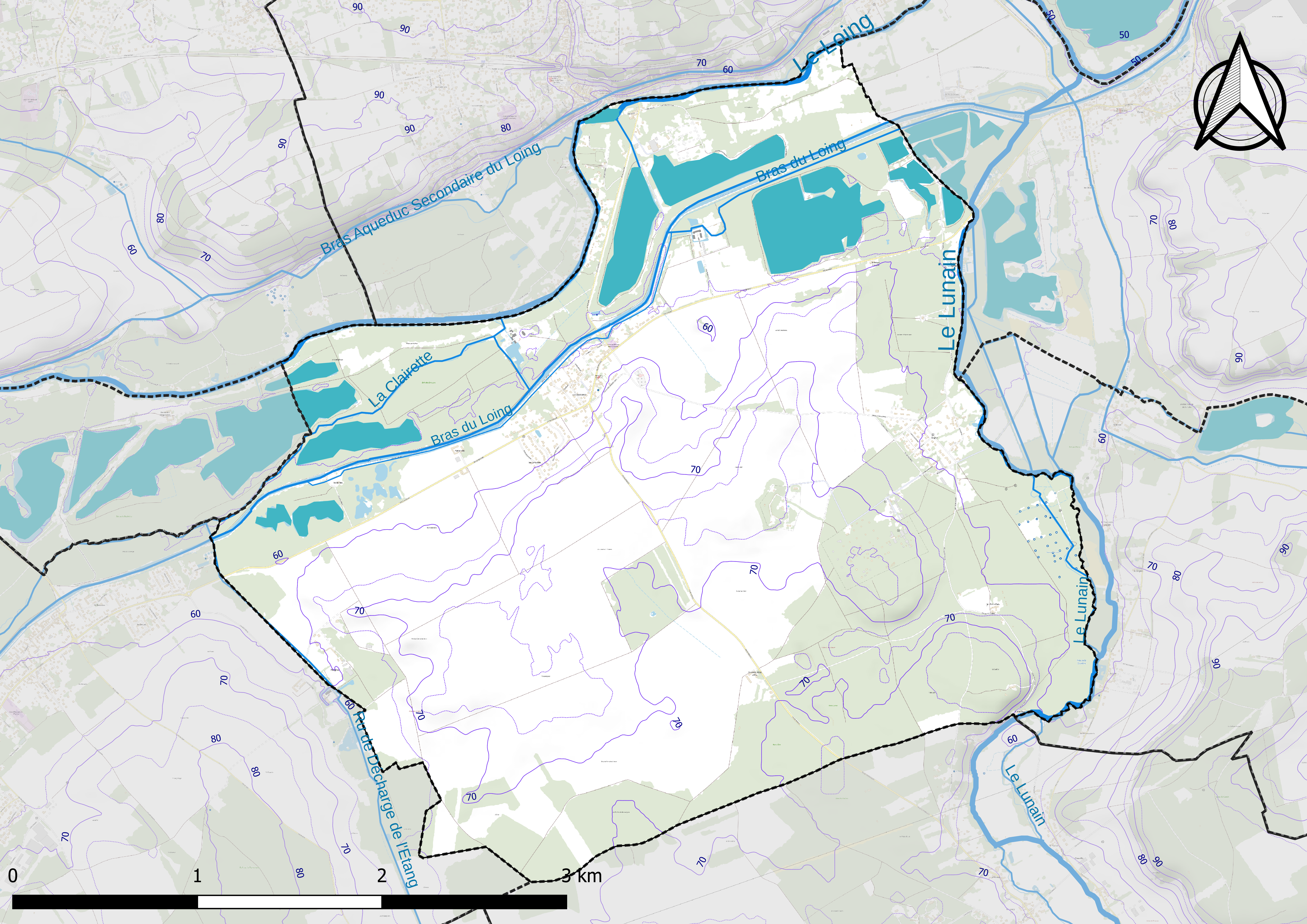
Carte du relief de La Genevraye.
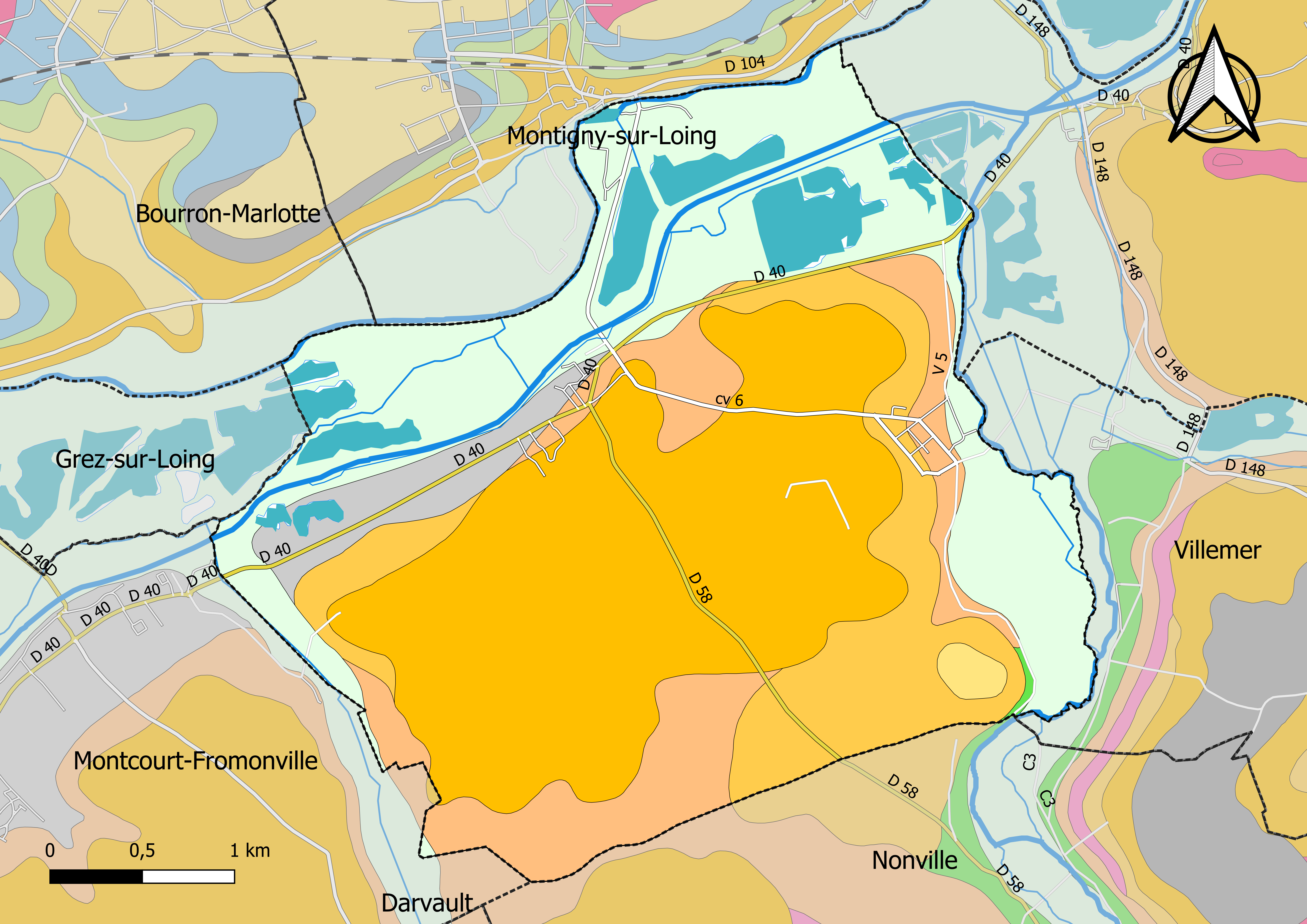
Carte géologique vectorisée et harmonisée de La Genevraye.

|  | X :  | Dépôts anthropiques, remblais.                                                                                 |
|  | LP : | Limon des plateaux de composition argilo-marneuse.                                                             |
|  | Fz : | Alluvions récentes : limons, argiles, sables, tourbes localement.                                              |
|  | Fy : | Alluvions anciennes (basse terrasse de 0–10 m) : sables et graviers, colluvions, alluvions et apports éoliens. |

|  | e7C :  | Calcaire de Champigny, Calcaire de Château-Landon, marnes de Nemours.               |
|  | e4AP : | Argile plastique sables et grès.                                                    |
|  | e4PP : | Poudingue à chailles conglomérat à silex, formation de Pers-en-Gâtinais ((Loiret)). |

|  | C5Cr-BE : | Craie blanche à silex à Belemnitida. |

La commune est classée en zone de sismicité 1, correspondant à une sismicité très faible.

### Hydrographie

#### Réseau hydrographique

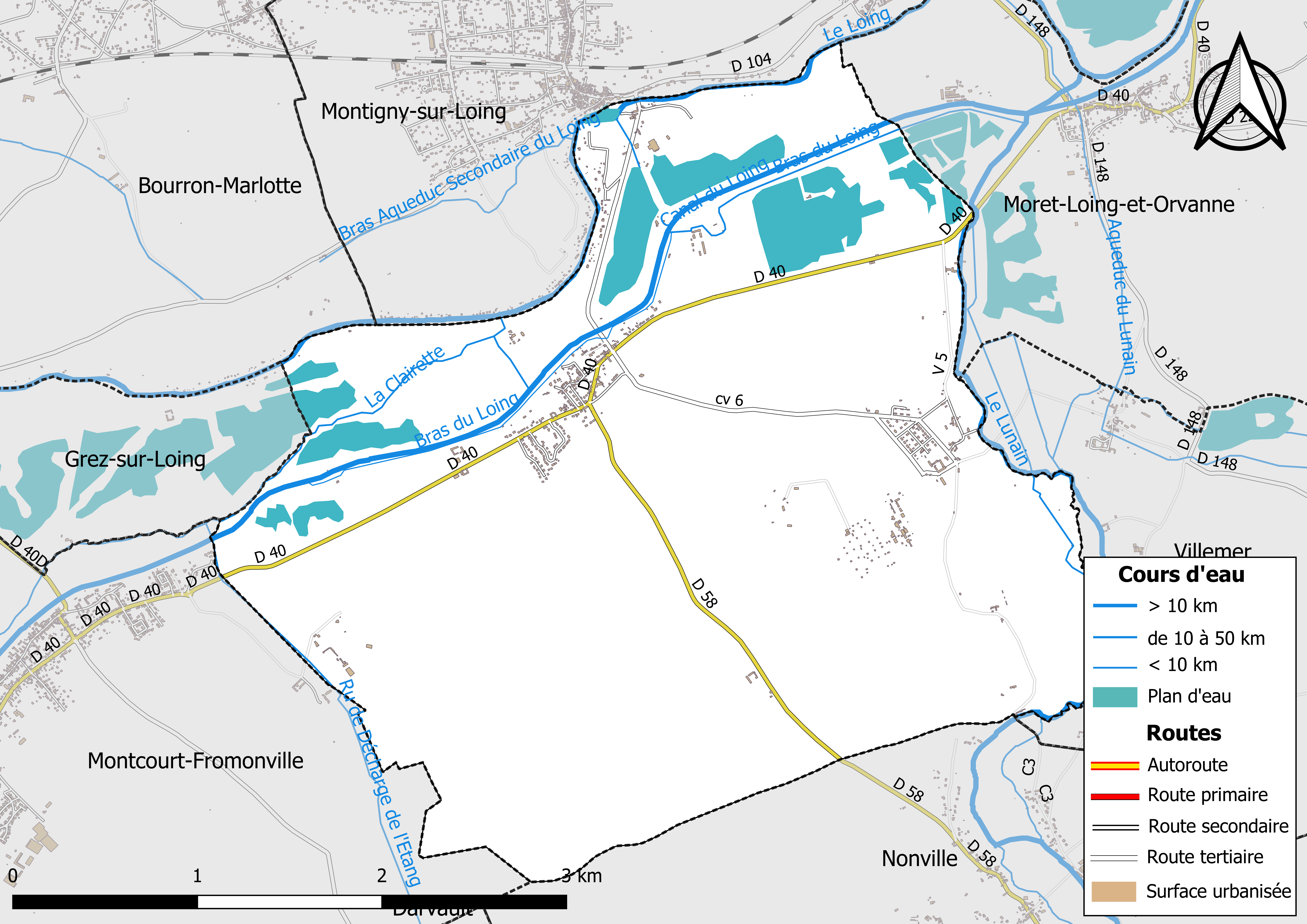
Carte des réseaux hydrographique et routier de La Genevraye.

Le réseau hydrographique de la commune se compose de onze cours d'eau référencés :
- la rivière le Loing, longue de 142,73 km[10], affluent en rive gauche de la Seine, ainsi que :
  - un bras[Note 3] de 2,64 km[11] ;
  - le cours d'eau 01 de la Trentaine, 0,31 km[12], et ;
  - la Clairette, 4,44 km[13], qui confluent avec le Loing ;
    - le ru de Décharge de l'Etang, 2,69 km[14], qui conflue avec la Clairette ;

  - la rivière le Lunain, longue de 51,45 km[15], affluent du Loing, en bordure est de la commune, ainsi que :
    - un bras du Loing de 2,28 km[16], qui conflue avec le Lunain ;
    - un bras de 0,89 km[17] ;
    - un bras de 1,23 km[18] ;

  - le canal du Loing, long de 47,84 km[19] ;
    - un bras de la Clairette de 0,36 km[20], qui conflue avec le canal du Loing.

Par ailleurs, son territoire est également traversé par  un bras secondaire de l'aqueduc du Loing de 1,73 km.
La longueur totale des cours d'eau sur la commune est de 14,58 km.

#### Gestion des cours d'eau
Afin d’atteindre le bon état des eaux imposé par la Directive-cadre sur l'eau du 23 octobre 2000, plusieurs outils de gestion intégrée s’articulent à différentes échelles : le SDAGE, à l’échelle du bassin hydrographique, et le SAGE, à l’échelle locale. Ce dernier fixe les objectifs généraux d’utilisation, de mise en valeur et de protection quantitative et qualitative des ressources en eau superficielle et souterraine. Le département de Seine-et-Marne est couvert par six SAGE, au sein du bassin Seine-Normandie.
La commune fait partie du SAGE « Nappe de Beauce et milieux aquatiques associés », approuvé le 11 juin 2013. Le territoire de ce SAGE couvre deux régions, six départements et compte 681 communes, pour une superficie de 9 722 km2. Le pilotage et l’animation du SAGE sont assurés par le Syndicat mixte du pays Beauce Gâtinais en Pithiverais, qualifié de « structure porteuse ».

### Climat
Pour des articles plus généraux, voir Climat de l'Île-de-France et Climat de Seine-et-Marne.
En 2010, le climat de la commune est de type climat océanique dégradé des plaines du Centre et du Nord, selon une étude du CNRS s'appuyant sur une série de données couvrant la période 1971-2000. En 2020, Météo-France publie une typologie des climats de la France métropolitaine dans laquelle la commune est exposée à un climat océanique altéré et est dans la région climatique Nord-est du bassin Parisien, caractérisée par un ensoleillement médiocre, une pluviométrie moyenne régulièrement répartie au cours de l’année et un hiver froid (3 °C).
Pour la période 1971-2000, la température annuelle moyenne est de 11,3 °C, avec une amplitude thermique annuelle de 15,7 °C. Le cumul annuel moyen de précipitations est de 680 mm, avec 11,1 jours de précipitations en janvier et 7,8 jours en juillet. Pour la période 1991-2020, la température moyenne annuelle observée sur la station météorologique la plus proche, située sur la commune de Nemours à 7 km à vol d'oiseau, est de 12,0 °C et le cumul annuel moyen de précipitations est de 690,3 mm,. Pour l'avenir, les paramètres climatiques de la commune estimés pour 2050 selon différents scénarios d'émission de gaz à effet de serre sont consultables sur un site dédié publié par Météo-France en novembre 2022.

### Milieux naturels et biodiversité

#### Espaces protégés
La protection réglementaire est le mode d’intervention le plus fort pour préserver des espaces naturels remarquables et leur biodiversité associée,.
La réserve de biosphère « Fontainebleau et Gâtinais », créée en 1998 et d'une superficie totale de 150 544 ha, est également un espace protégé présent sur la commune. Cette réserve de biosphère, d'une grande biodiversité, comprend trois grands ensembles : une grande moitié ouest à dominante agricole, l’emblématique forêt de Fontainebleau au centre, et le Val de Seine à l’est. La structure de coordination est l'Association de la Réserve de biosphère de Fontainebleau et du Gâtinais, qui comprend un conseil scientifique et un Conseil Éducation, unique parmi les Réserves de biosphère françaises,,,.

#### Réseau Natura 2000

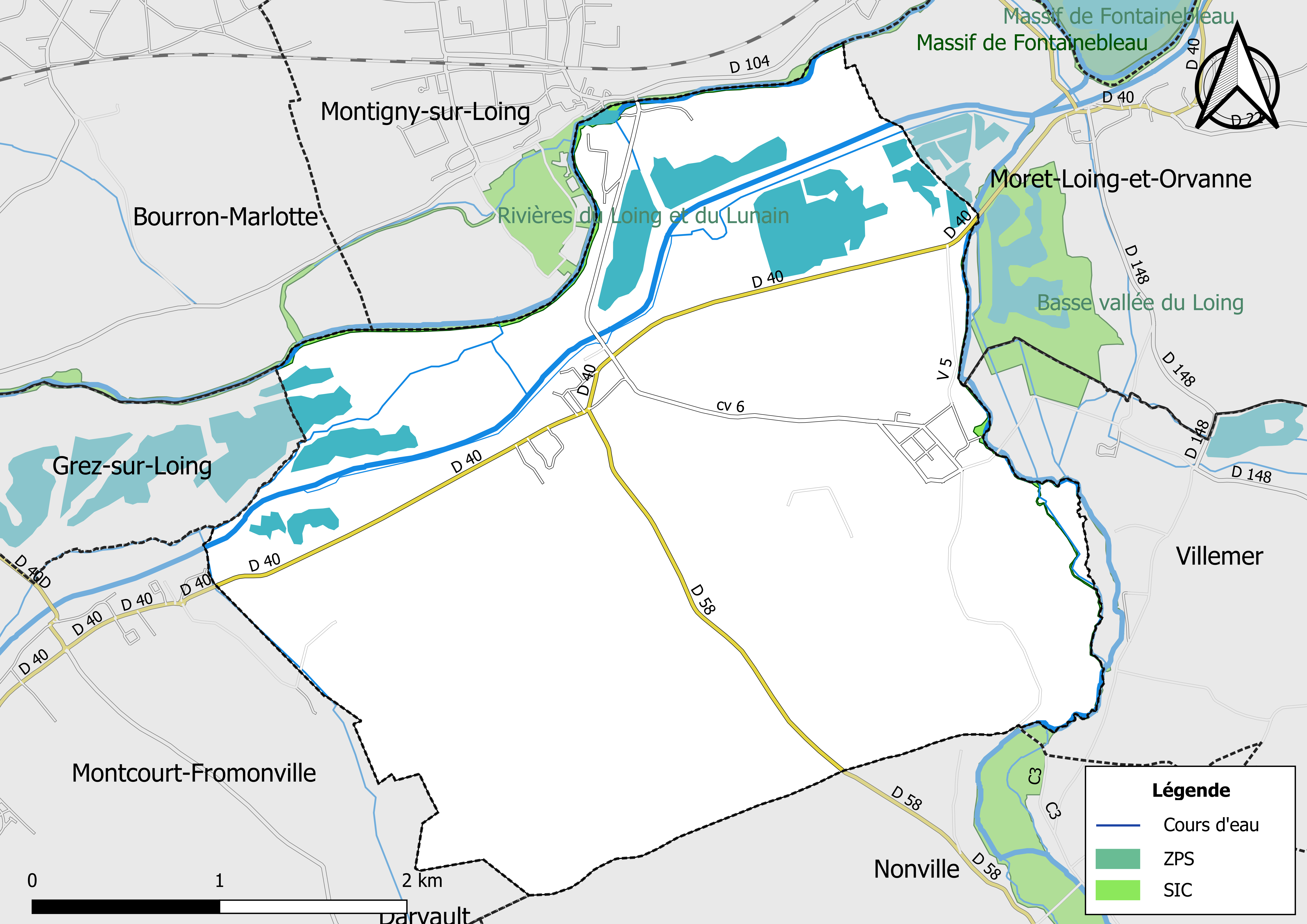
Sites Natura 2000 sur le territoire communal.

Le réseau Natura 2000 est un réseau écologique européen de sites naturels d’intérêt écologique élaboré à partir des Directives « Habitats » et « Oiseaux ». Ce réseau est constitué de Zones spéciales de conservation (ZSC) et de Zones de protection spéciale (ZPS). Dans les zones de ce réseau, les États Membres s'engagent à maintenir dans un état de conservation favorable les types d'habitats et d'espèces concernés, par le biais de mesures réglementaires, administratives ou contractuelles.
Un site Natura 2000 a été défini sur la commune au titre de la « directive Habitats », : les « Rivières du Loing et du Lunain », d'une superficie de 400 ha, deux vallées de qualité remarquable pour la région Île-de-France accueillant des populations piscicoles diversifiées dont le Chabot, la Lamproie de Planer, la Loche de Rivière et la Bouvière,.

#### Zones naturelles d'intérêt écologique, faunistique et floristique
L’inventaire des zones naturelles d'intérêt écologique, faunistique et floristique (ZNIEFF) a pour objectif de réaliser une couverture des zones les plus intéressantes sur le plan écologique, essentiellement dans la perspective d’améliorer la connaissance du patrimoine naturel national et de fournir aux différents décideurs un outil d’aide à la prise en compte de l’environnement dans l’aménagement du territoire.
Le territoire communal de Genevraye comprend cinq ZNIEFF de type 1,, : 
- le « Bois du Larris Vert » (1,26 ha)[43] ;
- les « Champs Captants de Villeron » (32,56 ha), couvrant 2 communes du département[44] ;
- les « Étangs de Pleignes » (33,65 ha), couvrant 2 communes du département[45] ;
- les « prairies et bois de la Herse » (23,02 ha), couvrant 2 communes du département[46] ;
- la « vallée du Bois-Guyon » (41,49 ha)[47] ;

et deux ZNIEFF de type 2, : 
- la « vallée du Loing entre Moret et Saint-Pierre-Lès-Nemours » (1 749,77 ha), couvrant 13 communes du département[48] ;
- la « vallée du Lunain entre Episy et Lorrez-Le-Bocage » (1 224,01 ha), couvrant 9 communes du département[49].

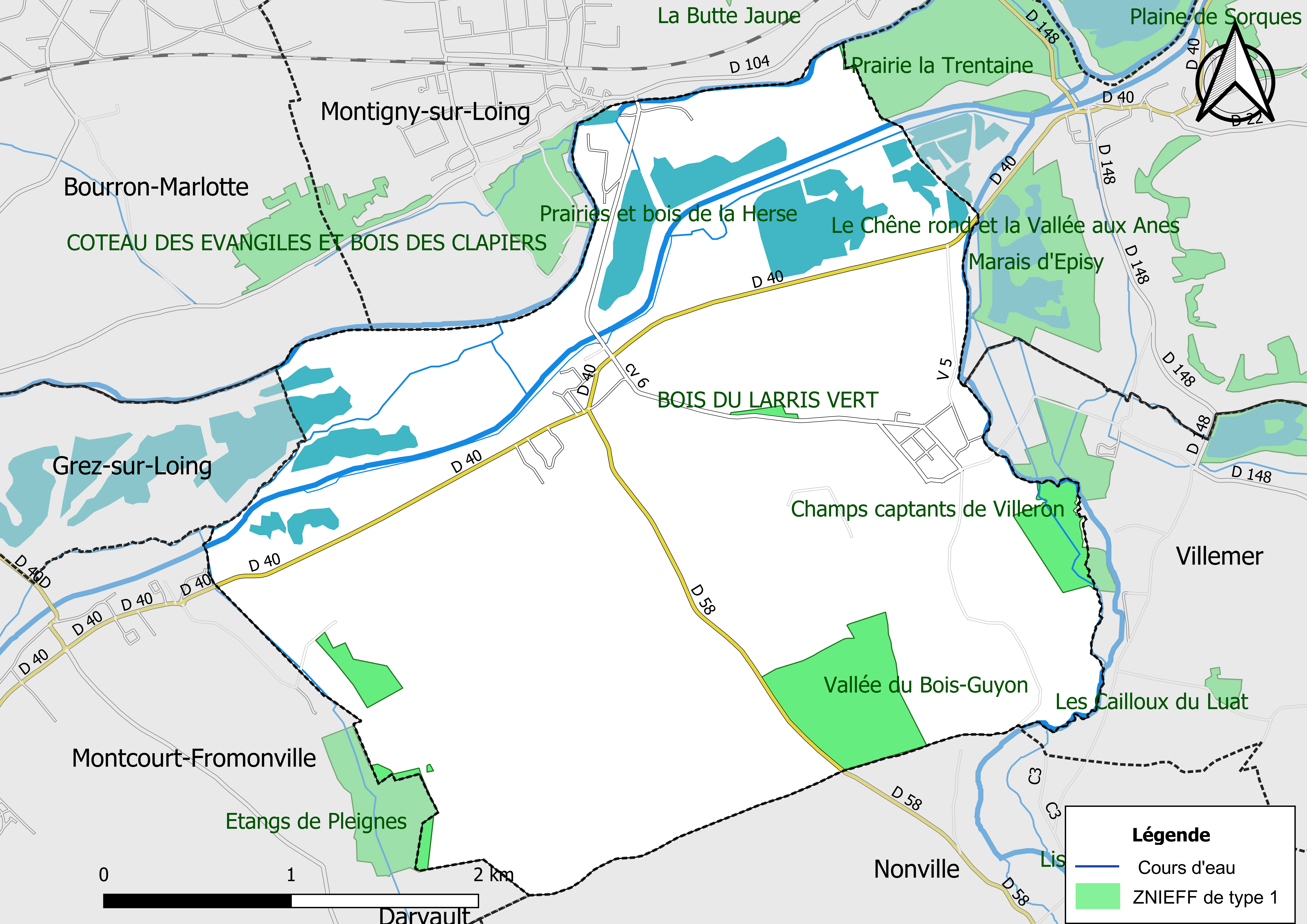
Carte des ZNIEFF de type 1 de la commune.
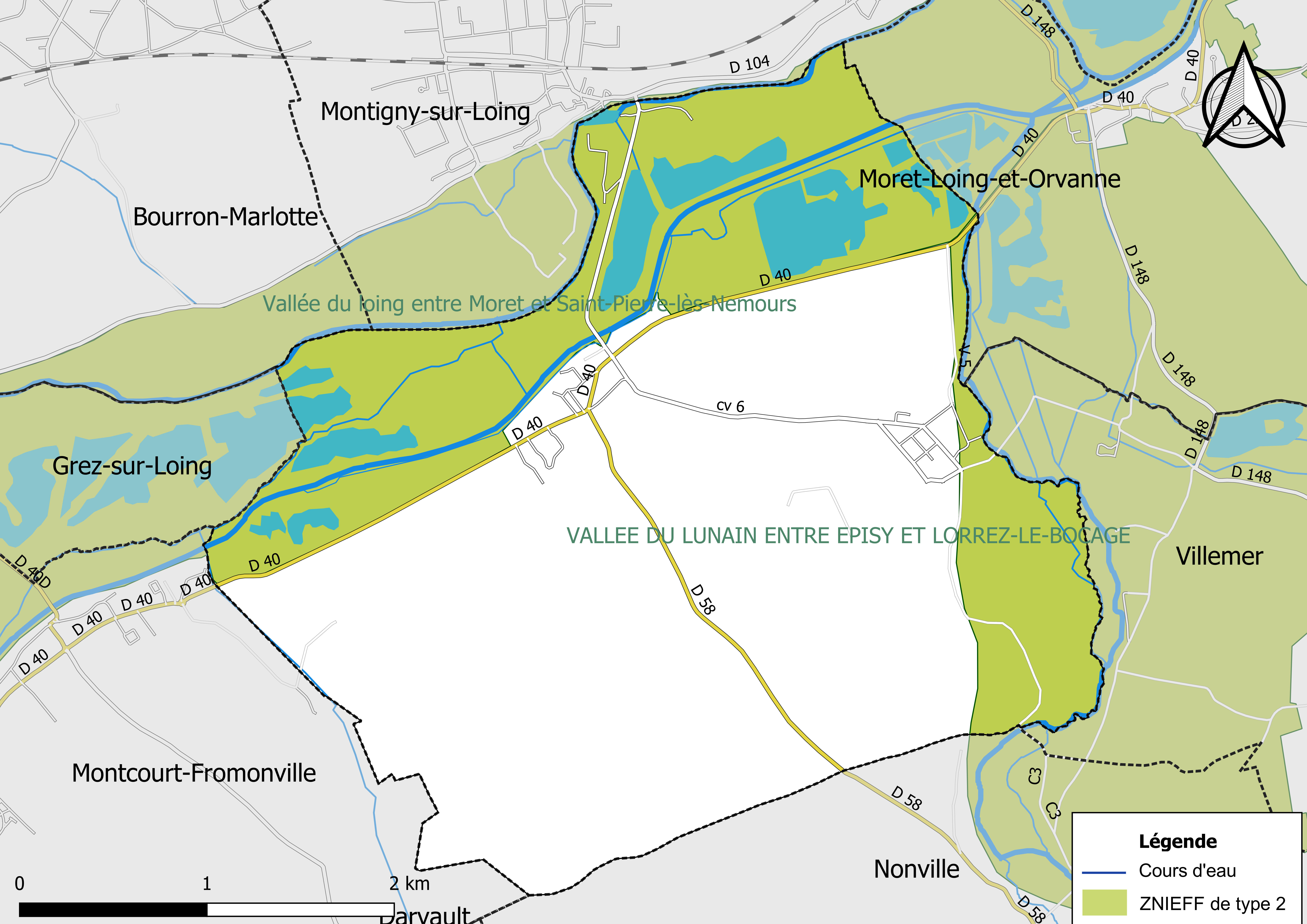
Carte des ZNIEFF de type 2 de la commune.

## Urbanisme

### Typologie
Au 1er janvier 2024, La Genevraye est catégorisée commune rurale à habitat dispersé, selon la nouvelle grille communale de densité à sept niveaux définie par l'Insee en 2022.
Elle est située hors unité urbaine. Par ailleurs la commune fait partie de l'aire d'attraction de Paris, dont elle est une commune de la couronne,. Cette aire regroupe 1 929 communes,.

### Occupation des sols
L'occupation des sols de la commune, telle qu'elle ressort de la base de données européenne d’occupation biophysique des sols Corine Land Cover (CLC), est marquée par l'importance des territoires agricoles (48,3 % en 2018), en diminution par rapport à 1990 (50,5 %). La répartition détaillée en 2018 est la suivante : 
terre arable (47,04 %), 
forêts (40,99 %), 
eaux continentales (7,13 %), 
zones urbanisées (3,60 %), 
prairies (1,23 %).
| Type d’occupation | 1990      | 1990    | 2018      | 2018    | Bilan     |
| --- | --------- | ------- | --------- | ------- | --------- |
| Territoires artificialisés (zones urbanisées, zones industrielles ou commerciales et réseaux de communication, mines, décharges et chantiers, espaces verts artificialisés ou non agricoles) | 28,29 ha  | 2,12 %  | 48,02 ha  | 3,60 %  | 19,74 ha  |
| Territoires agricoles (terres arables, cultures permanentes, prairies, zones agricoles hétérogènes)                                                                                          | 672,78 ha | 50,49 % | 643,30 ha | 48,27 % | −29,49 ha |
| Forêts et milieux semi-naturels (forêts, milieux à végétation arbustive et/ou herbacée, espaces ouverts sans ou avec peu de végétation)                                                      | 536,56 ha | 40,26 % | 546,31 ha | 41,00 % | 9,75 ha   |
| Surfaces en eau (eaux continentales, eaux maritimes) | 94,97 ha  | 7,13 %  | 94,97 ha  | 7,13 %  | 0 ha      |

Parallèlement, L'Institut Paris Région, agence d'urbanisme de la région Île-de-France, a mis en place un inventaire numérique de l'occupation du sol de l'Île-de-France, dénommé le MOS (Mode d'occupation du sol), actualisé régulièrement depuis sa première édition en 1982. Réalisé à partir de photos aériennes, le Mos distingue les espaces naturels, agricoles et forestiers mais aussi les espaces urbains (habitat, infrastructures, équipements, activités économiques, etc.) selon une classification pouvant aller jusqu'à 81 postes, différente de celle de Corine Land Cover,,. L'Institut met également à disposition des outils permettant de visualiser par photo aérienne l'évolution de l'occupation des sols de la commune entre 1949 et 2018.

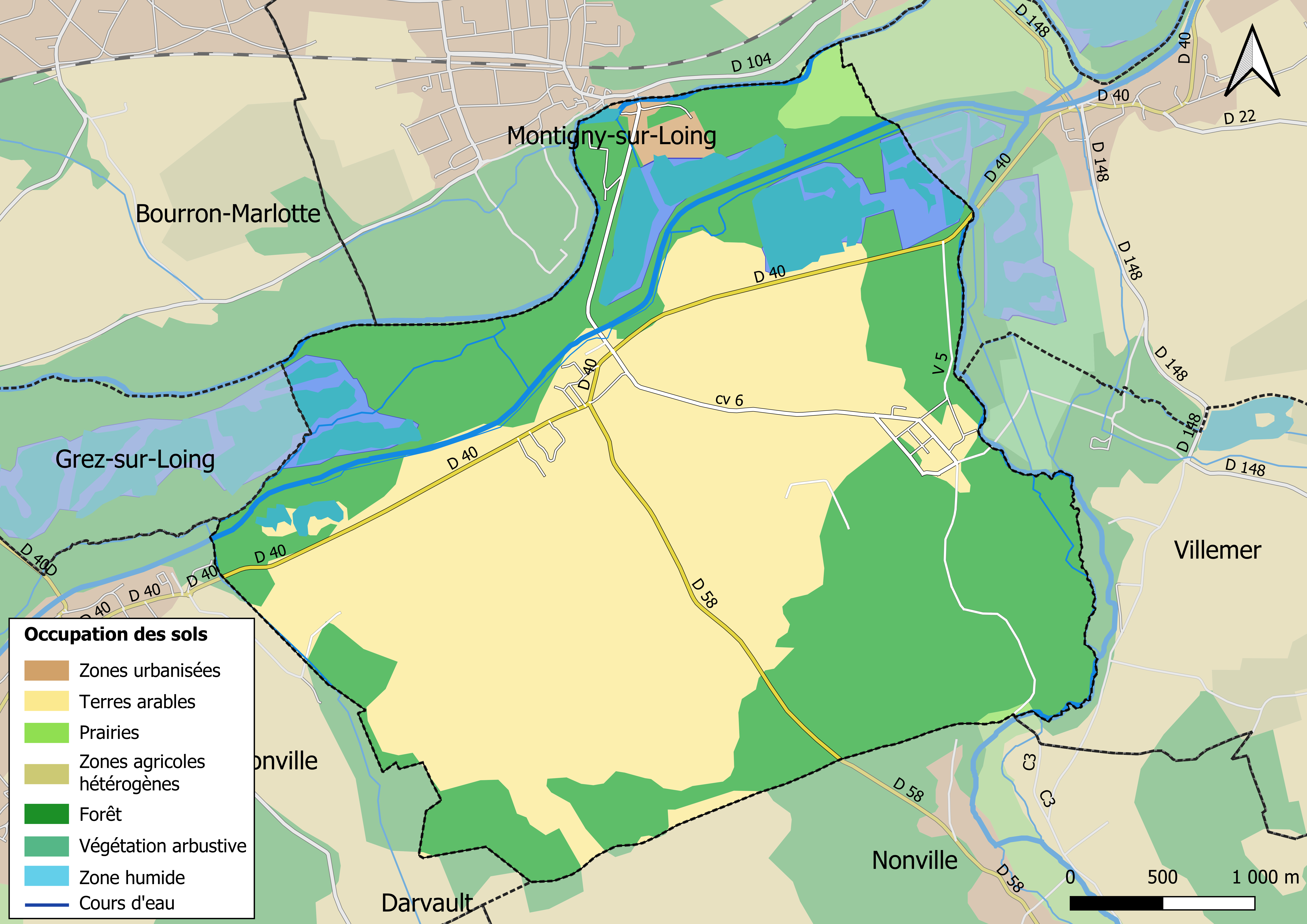
Carte des infrastructures et de l'occupation des sols en 2018 (CLC) de la commune.
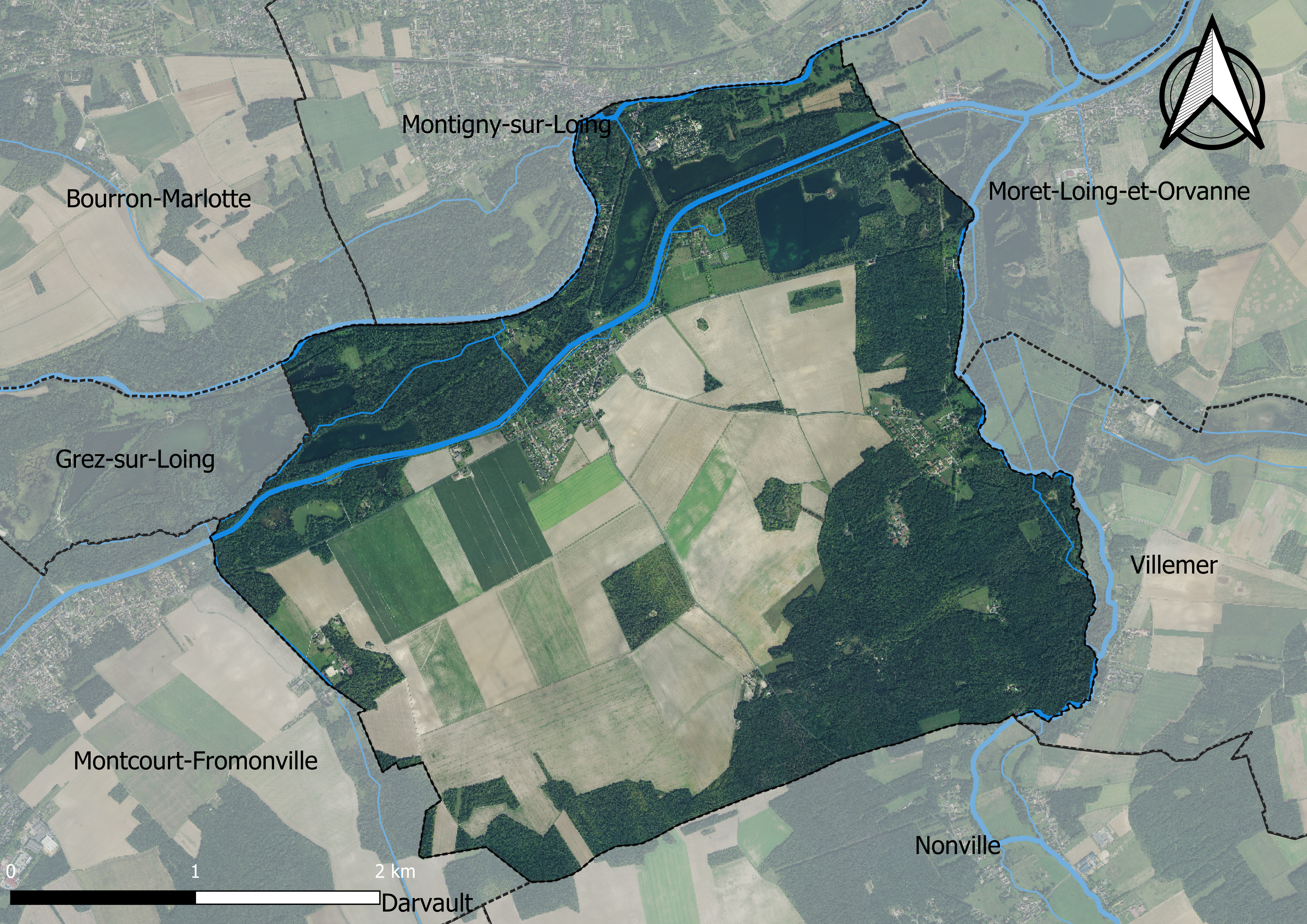
Carte orhophotogrammétrique de la commune.

### Planification
La loi SRU du 13 décembre 2000 a incité les communes à se regrouper au sein d’un établissement public, pour déterminer les partis d’aménagement de l’espace au sein d’un SCoT, un document d’orientation stratégique des politiques publiques à une grande échelle et à un horizon de 20 ans et s'imposant aux documents d'urbanisme locaux, les PLU (Plan local d'urbanisme). La commune est dans le territoire du SCOT Seine et Loing, dont le projet a été arrêté le 3 juillet 2019, porté par le syndicat mixte d’études et de programmation (SMEP) Seine et Loing rassemblant à la fois 44 communes et trois communautés de communes.
La commune disposait en 2019 d'un plan local d'urbanisme en révision. Le zonage réglementaire et le règlement associé peuvent être consultés sur le Géoportail de l'urbanisme.

### Lieux-dits et écarts

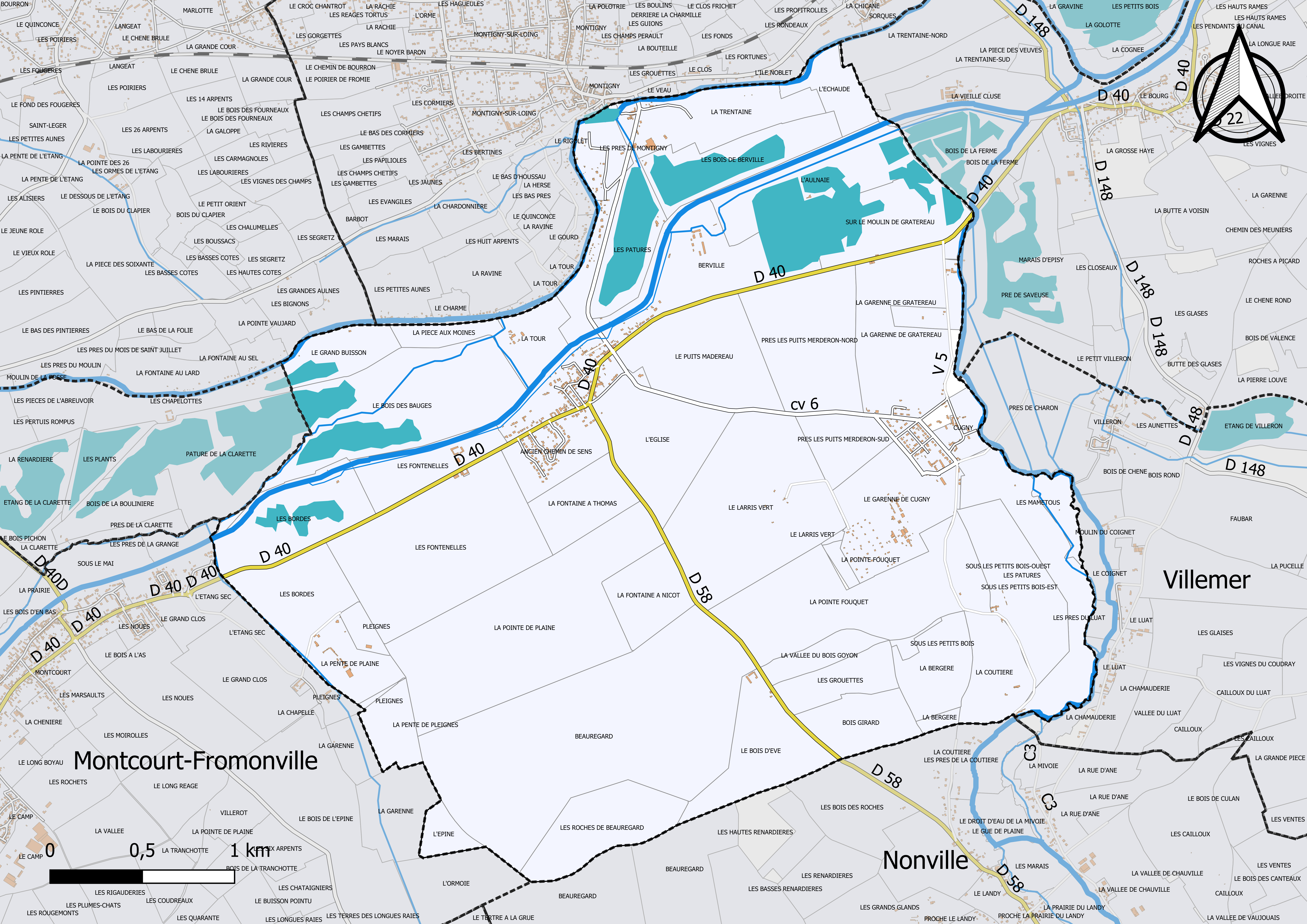
Carte du cadastre de la commune de La Genevraye.

La commune compte 48 lieux-dits administratifs répertoriés consultables ici (source : le fichier Fantoir).
- Cugny, dont la population compte pour moitié de celle de La Genevraye, situé à 1 km. Anciennement, site d'une usine d'explosifs, créée en 1887 et fermée en 1987, entourée d'une cité ouvrière construite vers 1926-1927.
- Pleignes, les Genévriers (lotissement).

### Logement
En 2016, le nombre total de logements dans la commune était de 356 dont 91,1 % de maisons et 6,9 % d'appartements.
Parmi ces logements, 86,3 % étaient des résidences principales, 10 % des résidences secondaires et 3,7 % des logements vacants.
La part des ménages fiscaux propriétaires de leur résidence principale s'élevait à 76,2 % contre 19,9 % de locataires et 4 % logés gratuitement.

### Voies de communication et transports

#### Voies de communication
Deux routes départementales relient La Genevraye aux communes voisines :
- la D 40, à Moret-Loing-et-Orvanne, au nord-est ; et à Montcourt-Fromonville, au sud-est ;
- la D 58, à Nonville, au sud-ouest.

#### Transports
La Genevray est desservie par quatre lignes du réseau de bus Vallée du Loing - Nemours :
- la ligne 7A, qui relie Saint-Pierre-lès-Nemours à Fontainebleau ;
- la ligne 7B, qui relie Nemours à Avon ;
- la ligne 8B, qui relie Saint-Pierre-lès-Nemours à Héricy ;
- la ligne 18A, qui relie  qui relie Saint-Pierre-lès-Nemours à Montereau-Fault-Yonne.

## Toponymie
Le nom de la localité est mentionné sous les formes La Genevraia vers 1200 ; Genuperia en 1369 ; La Genevroye vers 1380 ; La Genevrois en 1485.
« Lieu où poussent, ou planté de genévriers ».
Gentilé : Genevriens, Genevriennes

## Histoire

### Préhistoire
La sépulture de Pleignes, sur la commune, fait partie d'un alignement de six mégalithes orienté  N. 25° O, qui inclut le menhir de Chevannes (Loiret), la Pierre aux Aiguilles (Nanteau-sur-Lunain), l'une des Pierres de Saint Barthélémy (Treuzy), la Haute Borne et la Pierre Levée du Moque Baril (tous deux à Nonville).

## Politique et administration

### Liste des maires
| Période                                  | Période       | Identité                               | Étiquette | Qualité                                                                   |
| ---------------------------------------- | ------------- | -------------------------------------- | --------- | ------------------------------------------------------------------------- |
| Les données manquantes sont à compléter. |               |                                        |           |                                                                           |
| février 1874                             | janvier 1881  | Germain Trébuchet                      |           |                                                                           |
| décembre 1899                            | juillet 1922  | François Alexandre dit "Xavier" Bender |           | Directeur de la dynamiterie de Genevraye chevalier de la Légion d'honneur |
| juillet 1922                             | mai 1925      | Armand Vilain                          |           |                                                                           |
| mai 1925                                 | mai 1935      | Emile Depresles                        |           |                                                                           |
| mai 1935                                 | mai 1945      | François Hyronimus                     |           | Directeur d'usine                                                         |
| mai 1945                                 | novembre 1946 | Arthur Cloez                           |           |                                                                           |
| novembre 1946                            | décembre 1956 | Jean Astruc                            |           |                                                                           |
| décembre 1956                            | mars 1977     | Suzanne Burnod                         |           |                                                                           |
| mars 1977                                | juillet 1980  | Gérard Xavier                          |           |                                                                           |
| juillet 1980                             | juin 1986     | Christiane Josien                      |           |                                                                           |
| juin 1986                                | mars 1989     | Albert Bude                            |           |                                                                           |
| mars 1989                                | mars 2001     | Jean-Pierre Aunier                     |           |                                                                           |
| mars 2001                                | novembre 2006 | Élisabeth Grosshans                    |           | Agricultrice                                                              |
| novembre 2006                            | mai 2022      | Marie-Claire Périni                    |           | Retraitée                                                                 |
| mai 2022                                 | En cours      | Pascal Otlinghaus                      |           |                                                                           |

## Équipements et services

### Eau et assainissement
L’organisation de la distribution de l’eau potable, de la collecte et du traitement des eaux usées et pluviales relève des communes. La loi NOTRe de 2015 a accru le rôle des EPCI à fiscalité propre en leur transférant cette compétence. Ce transfert devait en principe être effectif au 1er janvier 2020, mais la loi Ferrand-Fesneau du 3 août 2018 a introduit la possibilité d’un report de ce transfert au 1er janvier 2026,.

#### Assainissement des eaux usées
En 2020, la gestion du service d'assainissement collectif de la commune de La Genevraye est assurée par le SIDASS de Moret Seine et Loing pour la collecte, le transport et la dépollution. Ce service est géré en délégation par une entreprise privée, dont le contrat arrive à échéance le 31 décembre 2025,,.
L’assainissement non collectif (ANC) désigne les installations individuelles de traitement des eaux domestiques qui ne sont pas desservies par un réseau public de collecte des eaux usées et qui doivent en conséquence traiter elles-mêmes leurs eaux usées avant de les rejeter dans le milieu naturel. Le SIDASS de Moret Seine et Loing assure pour le compte de la commune le service public d'assainissement non collectif (SPANC), qui a pour mission de vérifier la bonne exécution des travaux de réalisation et de réhabilitation, ainsi que le bon fonctionnement et l’entretien des installations. Cette prestation est déléguée à une entreprise privée , dont le contrat arrive à échéance le 31 décembre 2025,.

#### Eau potable
En 2020, l'alimentation en eau potable est assurée par le SIDEAU Moret Seine et Loing qui en a délégué la gestion à l'entreprise Veolia, dont le contrat expire le 31 décembre 2025,,.
Les nappes de Beauce et du Champigny sont classées en zone de répartition des eaux (ZRE), signifiant un déséquilibre entre les besoins en eau et la ressource disponible. Le changement climatique est susceptible d’aggraver ce déséquilibre. Ainsi afin de renforcer la garantie d’une distribution d’une eau de qualité en permanence sur le territoire du département, le troisième Plan départemental de l’eau signé, le 3 octobre 2017, contient un plan d’actions afin d’assurer avec priorisation la sécurisation de l’alimentation en eau potable des Seine-et-Marnais. A cette fin a été préparé et publié en décembre 2020 un schéma départemental d’alimentation en eau potable de secours dans lequel huit secteurs prioritaires sont définis. La commune fait partie du secteur Bocage.

## Population et société

### Démographie
L'évolution du nombre d'habitants est connue à travers les recensements de la population effectués dans la commune depuis 1793. Pour les communes de moins de 10 000 habitants, une enquête de recensement portant sur toute la population est réalisée tous les cinq ans, les populations de référence des années intermédiaires étant quant à elles estimées par interpolation ou extrapolation. Pour la commune, le premier recensement exhaustif entrant dans le cadre du nouveau dispositif a été réalisé en 2005.

En 2022, la commune comptait 827 habitants, en évolution de +6,44 % par rapport à 2016 (Seine-et-Marne : +3,92 %, France hors Mayotte : +2,11 %).
| 1793 | 1800 | 1806 | 1821 | 1831 | 1836 | 1841 | 1846 | 1851 |
| ---- | ---- | ---- | ---- | ---- | ---- | ---- | ---- | ---- |
| 168  | 141  | 151  | 195  | 175  | 206  | 225  | 237  | 242  |

| 1856 | 1861 | 1866 | 1872 | 1876 | 1881 | 1886 | 1891 | 1896 |
| ---- | ---- | ---- | ---- | ---- | ---- | ---- | ---- | ---- |
| 270  | 262  | 271  | 216  | 270  | 244  | 255  | 331  | 383  |

| 1901 | 1906 | 1911 | 1921 | 1926 | 1931 | 1936 | 1946 | 1954 |
| ---- | ---- | ---- | ---- | ---- | ---- | ---- | ---- | ---- |
| 386  | 401  | 397  | 403  | 533  | 540  | 576  | 592  | 630  |

| 1962 | 1968 | 1975 | 1982 | 1990 | 1999 | 2005 | 2006 | 2010 |
| ---- | ---- | ---- | ---- | ---- | ---- | ---- | ---- | ---- |
| 581  | 541  | 507  | 507  | 528  | 579  | 639  | 632  | 619  |

| 2015 | 2020 | 2022 | - | - | - | - | - | - |
| ---- | ---- | ---- | - | - | - | - | - | - |
| 764  | 809  | 827  | - | - | - | - | - | - |

### Enseignement
La Genevraye dispose d’une école élémentaire “Maurice Martin”, située 2 route de Montigny.
Cet établissement public, inscrit sous le code UAI (Unité administrative immatriculée) : 0770760H, comprend 60 élèves  (chiffre du Ministère de l'Éducation nationale).
Il ne dispose pas d’un restaurant scolaire.
La commune dépend de l'Académie de Créteil ; pour le calendrier des vacances scolaires, La Genevraye est en zone C.

## Économie

### Revenus de la population et fiscalité
En 2017, le nombre de ménages fiscaux de la commune était de 307, représentant 795 personnes et la  médiane du revenu disponible par unité de consommation  de 24 340 euros.

### Emploi
En 2017 , le nombre total d’emplois dans la zone était de 170, occupant 395 actifs  résidants.
Le taux d'activité de la population (actifs ayant un emploi) âgée de 15 à 64 ans s'élevait à 76,4 % contre un taux de chômage de 6 %.
Les 17,6 % d’inactifs se répartissent de la façon suivante : 6,8 % d’étudiants et stagiaires non rémunérés, 4,8 % de retraités ou préretraités et 6 % pour les autres inactifs.

### Entreprises et commerces
En 2015, le nombre d'établissements actifs était de 63 dont 7 dans l'agriculture-sylviculture-pêche, 1 dans l’industrie, 12 dans la construction, 35 dans le commerce-transports-services divers et 8  étaient relatifs au secteur administratif.
Ces établissements ont pourvu 106 postes salariés.
- Entreprise la plus importante : Adisco-Daugeron et Fils.
- Sablières (inexploitées), horticulture, pisciculture (à Grattereau).

### Secteurs d'activité

#### Agriculture
La Genevraye est dans la petite région agricole dénommée le « Pays de Bière et Forêt de Fontainebleau », couvrant le Pays de Bière et la forêt de Fontainebleau. En 2010, l'orientation technico-économique de l'agriculture sur la commune est la culture de céréales et d'oléoprotéagineux (COP).
Si la productivité agricole de la Seine-et-Marne se situe dans le peloton de tête des départements français, le département enregistre un double phénomène de disparition des terres cultivables (près de 2 000 ha par an dans les années 1980, moins dans les années 2000) et de réduction d'environ 30 % du nombre d'agriculteurs dans les années 2010. Cette tendance se retrouve au niveau de la commune où le nombre d’exploitations est passé de 5 en 1988 à 3 en 2010. Parallèlement, la taille de ces exploitations diminue, passant de 134 ha en 1988 à 98 ha en 2010.
Le tableau ci-dessous présente les principales caractéristiques des exploitations agricoles de Genevraye, observées sur une période de 22 ans : 
|                                      | 1988 | 2000 | 2010 |
| ------------------------------------ | ---- | ---- | ---- |
| Dimension économique,                |      |      |      |
| Nombre d’exploitations (u)           | 5    | 6    | 3    |
| Travail (UTA)                        | 10   | 16   | 4    |
| Surface agricole utilisée (ha)       | 670  | 606  | 293  |
| Cultures                             |      |      |      |
| Terres labourables (ha)              | 654  | 599  | 293  |
| Céréales (ha)                        | 512  | 465  | s    |
| dont blé tendre (ha)                 | 259  | 243  | s    |
| dont maïs-grain et maïs-semence (ha) | 166  | s    | s    |
| Tournesol (ha)                       | 59   | 19   |      |
| Colza et navette (ha)                | 43   | 77   | s    |
| Élevage                              |      |      |      |
| Cheptel (UGBTA)                      | 11   | 1    | 12   |

## Culture locale et patrimoine

### Lieux et monuments

#### Architecture civile
- Château de la Tour
- Château de Berville
- Cité ouvrière de Cugny construite entre 1926 et 1927 par l'architecte Georges-Henri Pingusson pour le compte de la Société française des explosifs.
- Canal du Loing (canal à petit gabarit)

#### Patrimoine religieux
- Église Saint-Martin (XIIIe siècle), classée au titre des monuments historiques[89].

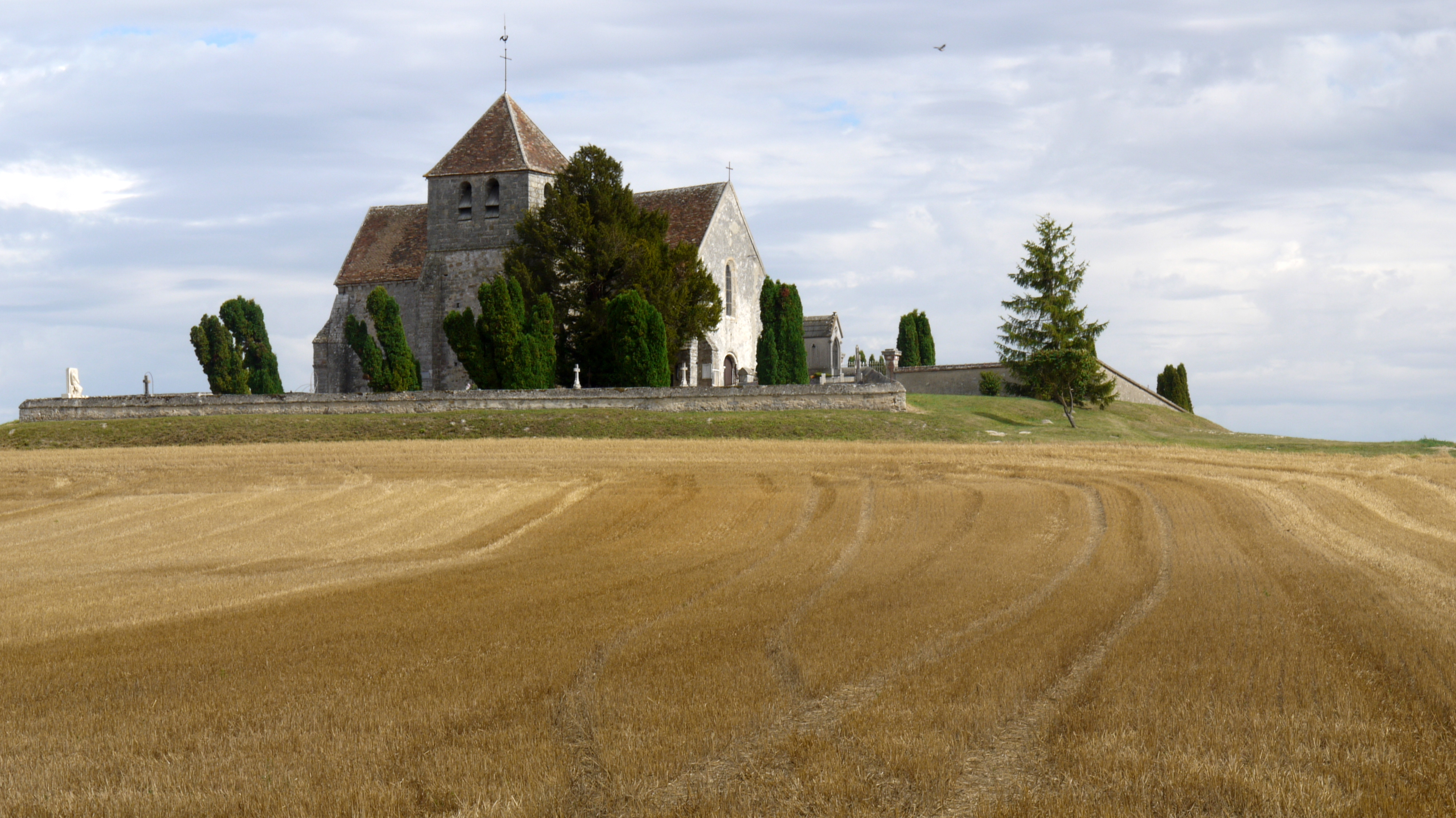
L'église Saint-Martin est isolée sur une butte.
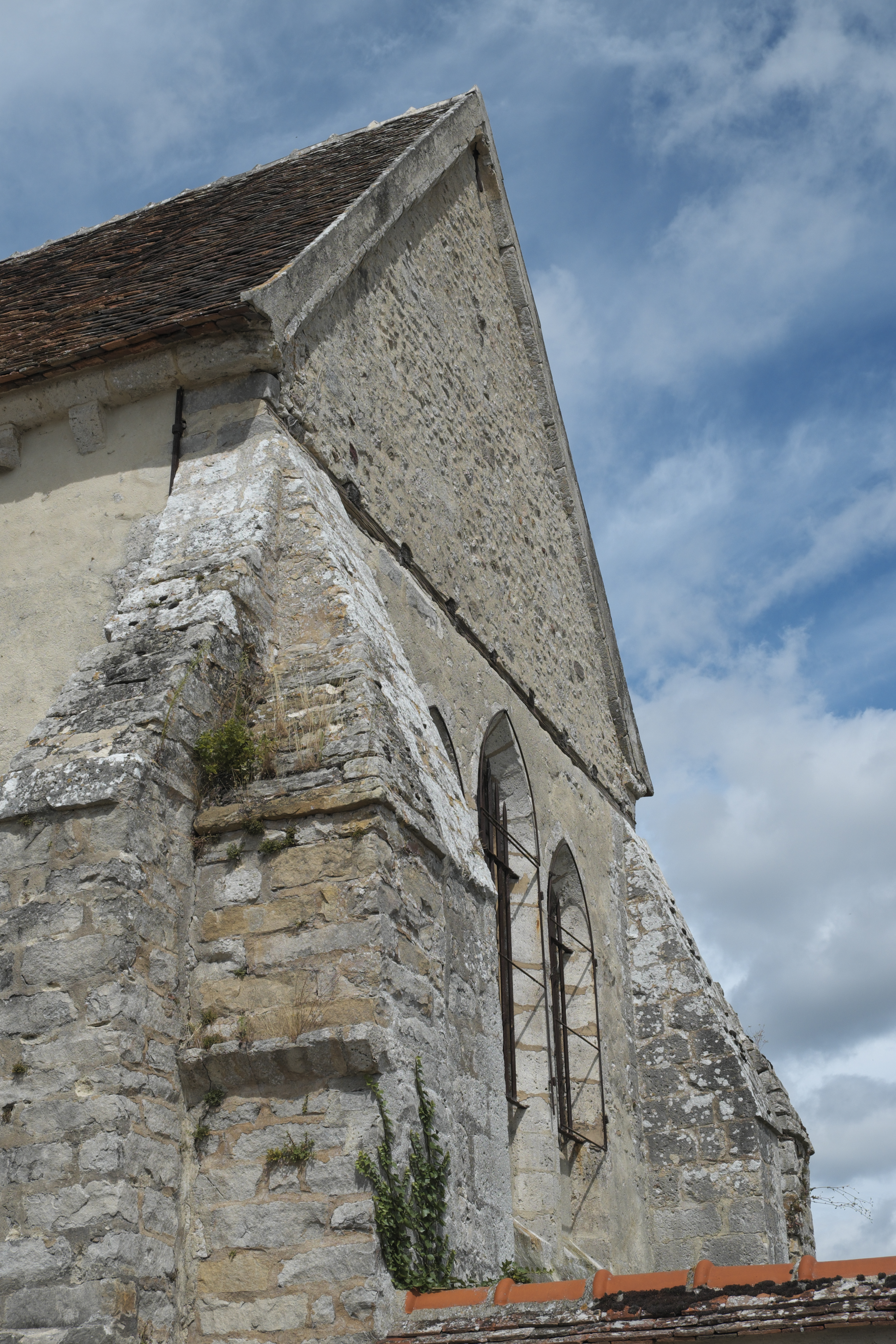
Église Saint-Martin de La Genevraye.
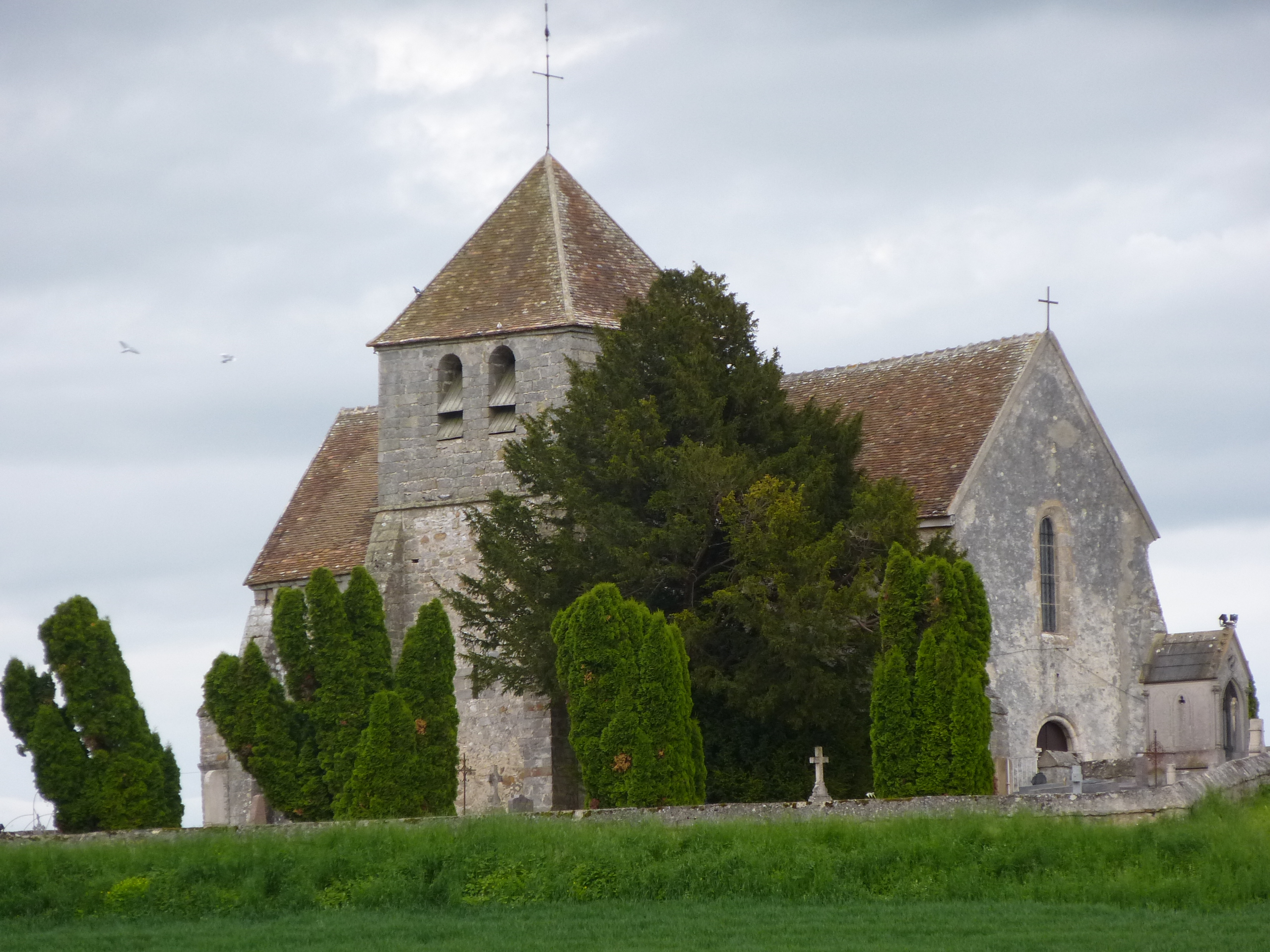
La Genevraye, église.
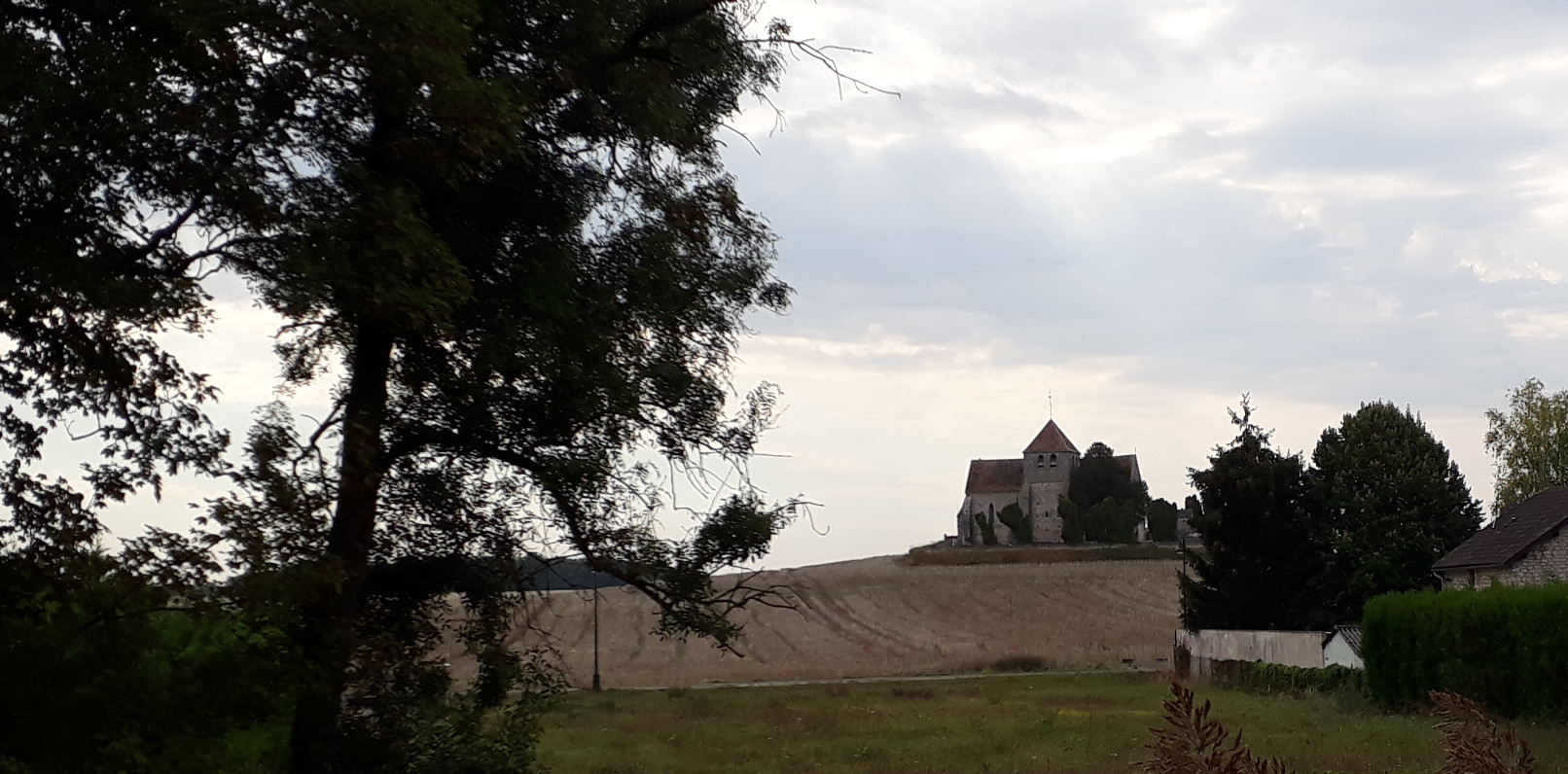
Église de La Genevraye.

#### Patrimoine naturel
Rives du Loing, rives du canal du Loing (écluses de Berville et de Bordes), bois des Bauges, étangs et les marais.

### Personnalités liées à la commune
- Tadeusz Kościuszko (1746–1817), général polonais et américain ;
- Lucien Cahen-Michel (1888-1979), peintre ;
- Maurice Martin (1894-1978), peintre.

### Héraldique
|  | Les armes de la ville se blasonnent ainsi : parti : au 1) mi parti de gueules à l'aigle d'argent armée et lampassée d'or, au 2) d'argent à la croix pattée au pied fiché de gueules et à la champagne d'azur chargée de trois fasces ondée du champ. |

#### La signification du blason
- L'aigle de Pologne commémore le général polonais Kościuszko qui vécut à la fin du Premier Empire de 1807 à 1814 dans le Château de Berville.
- La croix attachée rappelle la communauté templière du XIIIe siècle.
- Les lignes ondulées bleues rappellent les trois rivières qui traversent la ville : le Loing, le Lunain et le canal Loing)[90].